# Jan Viktorson
Jan Viktorson, född 27 juli 1964 i Stockholm, är en svensk före detta professionell ishockeyspelare (forward).
Han var under sin karriär känd som "Tuffe Viktor", en stark spelare trots sin relativt ringa längd. Bland meriterna märks tre SM-guld i rad 1989-91 och VM-guld 1991.
Viktorson är i dag (juni 2014) tränare för Norrtälje IK.